# Sphetta apicalis
Sphetta apicalis là một loài bướm đêm trong họ Noctuidae.